# Rolf Johansson (konstnär)
Rolf Lennart Johansson, född 1929 i Borås, är en svensk målare. 
Johansson studerade konst vid Slöjdföreningens skola i Göteborg. Han har medverkat i utställningar på Antikmässan i Göteborg. Hans konst består av landskap, kustlandsmotiv och stadsbilder i olja. Johansson är representerad i Trygg-Hansas konstsamling.